# Carbon County (Wyoming)
Carbon County ist ein County im Bundesstaat Wyoming der Vereinigten Staaten. Bei der Volkszählung 2020 hatte das Carbon County 14.537 Einwohner. Der Verwaltungssitz (County Seat) ist Rawlins.

## Geographie
Das County hat eine Fläche von 20.627 Quadratkilometern; davon sind 176 Quadratkilometer (0,85 Prozent) Wasserfläche. Es grenzt im Uhrzeigersinn an die Countys: Natrona County, Converse County, Albany County, Jackson County (Colorado), Routt County (Colorado), Moffat County (Colorado), Sweetwater County und Freemont County.

## Geschichte
Carbon County wurde im Jahre 1868 gegründet.

## Demografische Daten

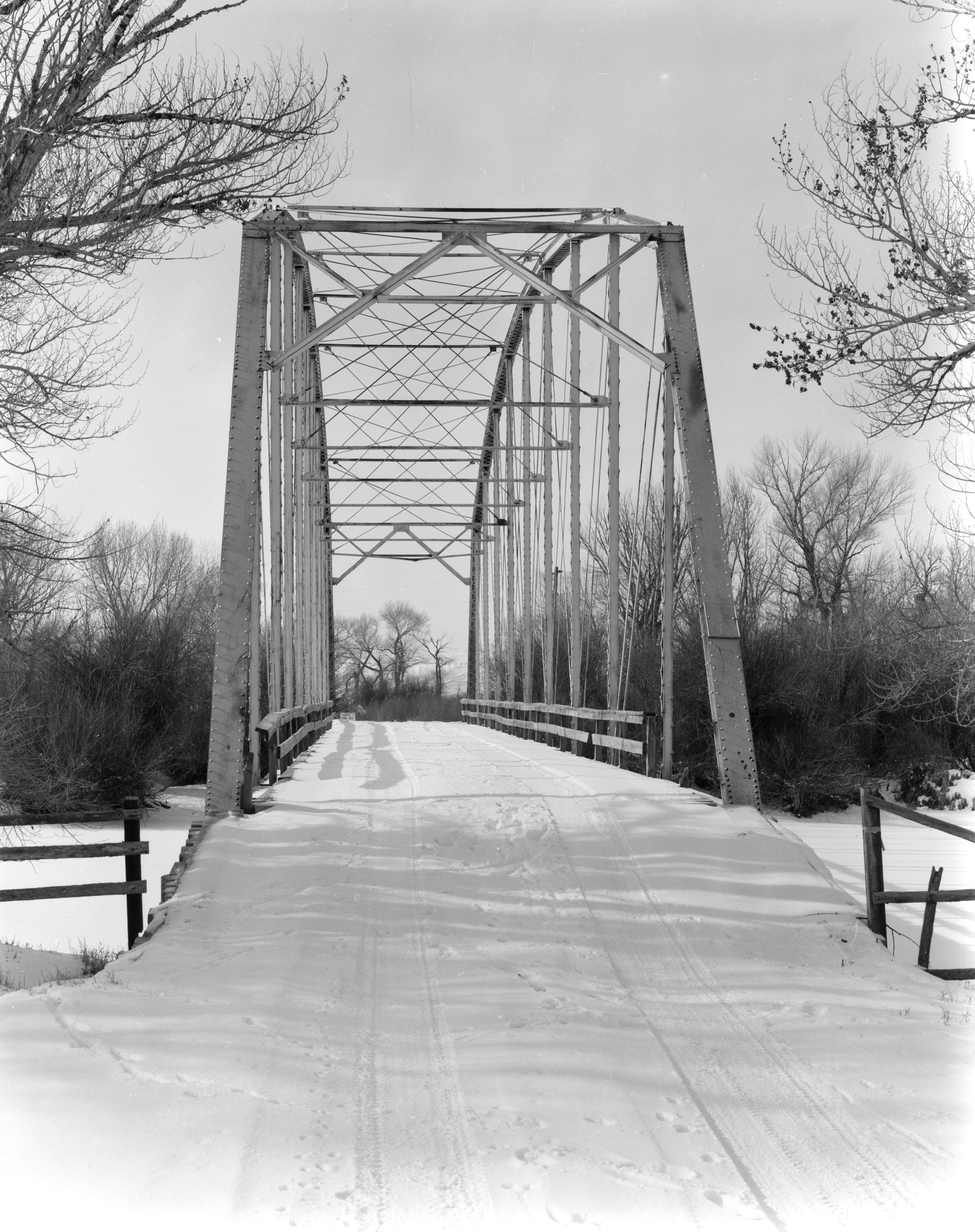
Ostseite der DMJ Pick Bridge über den North Platte River

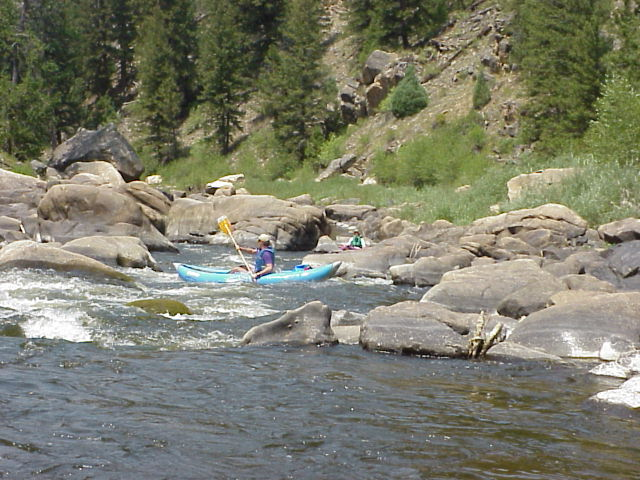
Oberlauf des North Platte Rivers

Nach der Volkszählung im Jahr 2000 lebten im Carbon County 15.639 Menschen. Es gab 6129 Haushalte und 4130 Familien. Die Bevölkerungsdichte betrug 1 Einwohner pro Quadratkilometer. Ethnisch betrachtet setzte sich die Bevölkerung zusammen aus 90,11 % Weißen, 0,67 % Afroamerikanern, 1,27 % amerikanischen Ureinwohnern, 0,67 % Asiaten, 0,06 % Bewohnern aus dem pazifischen Inselraum und 5,17 % aus anderen ethnischen Gruppen; 2,05 % stammten von zwei oder mehr ethnischen Gruppen ab. 13,83 % Prozent der Bevölkerung waren spanischer oder lateinamerikanischer Abstammung.
Von den 6129 Haushalten hatten 31,20 % Kinder und Jugendliche unter 18 Jahre, die bei ihnen lebten. 55,10 % waren verheiratete, zusammenlebende Paare, 8,30 % Prozent waren allein erziehende Mütter, 32,60 % waren keine Familien. 27,50 % waren Singlehaushalte und in 9,60 % lebten Menschen im Alter von 65 Jahren oder darüber. Die Durchschnittshaushaltsgröße betrug 2,39 und die durchschnittliche Familiengröße lag bei 2,91 Personen.
Auf das gesamte County bezogen setzte sich die Bevölkerung zusammen aus 24,10 % Einwohnern unter 18 Jahren, 8,60 % zwischen 18 und 24 Jahren, 28,40 % zwischen 25 und 44 Jahren, 26,70 % zwischen 45 und 64 Jahren und 12,30 % waren 65 Jahre alt oder darüber. Das Durchschnittsalter betrug 39 Jahre. Auf 100 weibliche Personen kamen 115,30 männliche Personen, auf 100 Frauen im Alter ab 18 Jahren kamen statistisch 118,10 Männer.
Das jährliche Durchschnittseinkommen eines Haushalts betrug 36.060 USD, das Durchschnittseinkommen der Familien betrug 41.991. USD. Männer hatten ein Durchschnittseinkommen von 31.603 USD, Frauen 21.451 USD. Das Prokopfeinkommen betrug 18.375 USD. 12,90 % der Familien und 9,80 % der Bevölkerung lebten unterhalb der Armutsgrenze. 16,60 % davon waren unter 18 Jahre und 14,80 % waren 65 Jahre oder älter.

## Orte im Carbon County
City
| - Rawlins |

Towns
| - Baggs - Dixon - Elk Mountain - Grand Encampment - Hanna | - Medicine Bow - Riverside - Saratoga - Sinclair |

Census-designated places (CDP)
| - Arlington - Ryan Park |

Unincorporated Communitys
| - Carbon - Muddy Gap - Savery | - Three Forks - Walcott |

Ghost Towns
| - Battle - Rambler |